# HELLO,I LOVE YOU.
「HELLO,I LOVE YOU.」（ハローアイラブユー）は、YURIMARIのシングル。サンプラザ中野作詞、P・KAWAI作曲。

## 概要
表題曲はフジテレビおよび系列各局で放送されたテレビアニメ『ドクタースランプ』の中期主題歌として起用され、29話から61話（1998年8月12日から1999年5月26日）まで使用された。また、劇場版『ドクタースランプ アラレのびっくりバーン』でもオープニングテーマとしてと使用された。

## 収録曲
1. HELLO,I LOVE YOU.
歌：YURIMARI
作詞：サンプラザ中野 作曲・編曲：P・KAWAI
2. HELLO,I LOVE YOU.(Industrial Mix)
3. HELLO,I LOVE YOU.（オリジナルカラオケ）